# Deuteraphorura trisilvaria
Deuteraphorura trisilvaria is een springstaartensoort uit de familie van de Onychiuridae. De wetenschappelijke naam van de soort is voor het eerst geldig gepubliceerd in 1962 door Gisin.